# Doodstil
Doodstil (deutsch: „totstill“ oder „Totenstille“) ist eine niederländische Krimiserie mit vier Folgen, die am 27. Dezember 2020 erstmals ausgestrahlt wurde. Der Fernsehvierteiler ist ein Ableger der Krimiserie Penoza (2010–2017) und wurde auf NPO 3 gesendet. Die Serie wurde weder deutsch vertont noch im deutschsprachigen Raum ausgestrahlt. 

## Inhalt
Gerade als Luther glaubt mit dem Verbrechen und seiner Rolle als Leibwächter und Auftragskiller der verstorbenen Carmen van Walraven (siehe Penoza) abgeschlossen zu haben, steht auf einmal seine Nichte Puk vor ihm. Sie fordert von ihm sie bei der tödlichen Rache für den Mord an ihren Eltern zu unterstützen. In langen Rückblenden in die 1990er Jahre sieht man die Probleme, in die sich Luther und vornehmlich sein leichtsinniger Bruder Hans, im Bemühen, ihr neues Strandrestaurant „De Boomhut“ zu finanzieren, zunehmend verstricken. Eine brutale Drogenbande, an deren Spitze die attraktive Dewi Manupassa steht, will mithilfe der Brüder Drogen über das Meer in die Niederlande schmuggeln. Ein Ausstieg ist nicht möglich und so beginnt Luther, der eigentlich Andreas heißt, sich der zunehmenden Bedrohung zu erwehren. Man erkennt auch, wie es zu der Tötung von Puks Eltern kam und welche Rolle Andreas (Luther) dabei spielte. In der Jetztzeit wird auf diese Ereignisse Bezug genommen und Puk bekommt ihre Rache.

## Sonstiges
Diese Miniserie verlangt vom Zuschauer keinerlei Kenntnis der Inhalte von Penoza. Lediglich diejenigen, die diese Serie kennen, erfahren, wie der schweigsame Luther in die Rolle eines Leibwächters und Auftragsmörders hineinwachsen konnte.
Drehorte waren unter anderen Soesterberg und Alkmaar. Die Aufnahmen des Strandpavillons mit dem fiktiven Namen „De Boomhut“ wurden im Seebad Hargen aan Zee im Norden der nordholländischen Gemeinde Bergen gemacht.

## Rezension
Emma Curvers vom de Volkskrant findet eine große Ähnlichkeit zwischen Penoza und Doodstil, da es beiden Serien gelingt den niederländischen Alltag mit dem schmierigen Gangstergenre koppeln. Kritisiert aber, dass die in Doodstil zeitlich auseinanderliegenden Charaktere von Luther nicht so recht zusammen passen wollen.

## Rollenverteilung
| Schauspieler         | Rolle                                |
| -------------------- | ------------------------------------ |
| Raymond Thiry        | Luther / Andreas van der Meer        |
| Sallie Harmsen       | Puk van der Meer                     |
| Martijn Lakemeier    | Andreas van der Meer als junger Mann |
| Jonas Smulders       | Hans van der Meer                    |
| Denise Aznam         | Dewi Manupassa als junge Frau        |
| Ghislaine Pierie     | Dewi Manupassa                       |
| Joy Verberk          | Angela van der Meer                  |
| Teun Kuilboer        | Bert Giebels („de Slager“)           |
| Vincent van der Valk | Ramses                               |
| Minne Koole          | Benja Manupassa                      |
| Pitou Gomes          | Puk van der Meer als Mädchen         |
| Micha Hulshof        | Rudi                                 |
| Anis de Jong         | Mike                                 |
| Joenoes Polnaija     | Mike als junger Mann                 |